# Dinastia Gille
Dinastia Gille a fost o puternică dinastie roială care a condus Norvegia. Conducătorii acestei dinastii au pretins descendența din Casa de Fairhair, o cerere contestată de mulți savanți moderni.
Linia a fost fondată de la Harald Gille, atunci când a fost făcut rege al Norvegiei. Harald a ajuns în Norvegia din țara sa natală, Irlanda, și a pretins că este fiul natural al lui Magnus al III-lea al Norvegiei din Dinastia Hardrada, fiind conceput în timpul expediției acestuia în Irlanda. Potrivit surselor istorice, pretenția lui la tron se bazează pe poveștile spuse de mama sa și de familia sa irlandeză în timpul tinereții sale. Astfel, Harald al IV-lea a început dinastia Gille, o presupusă ramură a dinastiei pretinse. Descendenții lor vor extinde influența, bogăția și puterea dinastiei după moartea sa. 
Casa roială a înlocuit dinastia Hardrada în 1135 cu dinastia Gille, care a condus Norvegia din 1130 până în 1162, și din nou din 1204 până în 1217, fiind restaurată de ultimul membru, Inge al II-lea al Norvegiei, un descendent cognatic al dinastiei.

## Regii dinastiei Gille

### Harald al IV-lea al Norvegiei

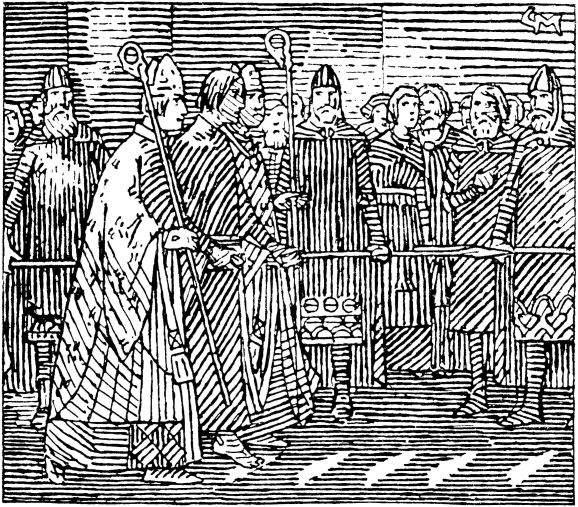

Harald se afla în Tønsberg atunci când a auzit de moartea regelui Sigurd. El a convocat o ședință la Hauga și a fost ales rege peste jumătate de țară. Regele Magnus a fost obligat să împartă regatul său în două.
Împărăția a fost divizată astfel încât fiecare dintre ei să aiba jumătatea de parte a regatului pe care Sigurd l-a posedat în trecut. Ei au condus țara pentru ceva timp în pace. După patru ani de pace, Magnus a început să se pregătească de război împotriva lui Harald. Pe 9 august 1134, el l-a învins pe Harald într-o bătălie decisivă la Färlev în Bohuslän, iar Harald a fost nevoit să fugă în Danemarca. În mod uluitor, Magnus a desființat armata sa și s-a deplasat în Bergen să-și petreacă iarna acolo. Harald s-a reîntors în Norvegia cu o nouă armată și când a pătruns în Bergen în ziua de Crăciun, a întâlnit o opoziție foarte mică. Deoarece Magnus avea doar câțiva oameni, orașul a căzut cu ușurință în fața armatei lui Harald, pe 7 ianuarie 1135. Magnus a fost capturat și detronat, i s-au scos ochii și a fost aruncat în închisoare. Harald a condus țara până în 1136 când a fost ucis de către Sigurd Slembedjakn, un alt fiu nelegitim care pretindea că este fiul lui Magnus al III-lea.

### Sigurd al II-lea al Norvegiei

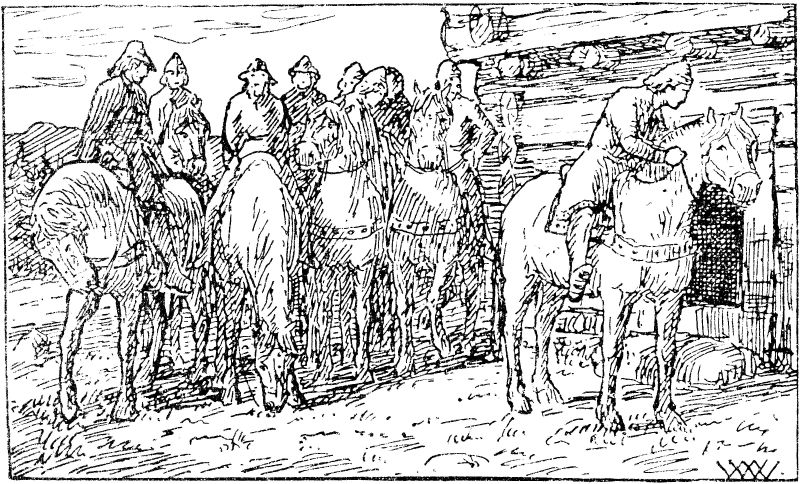
Regele Sigurd cu oamenii săi de Wilhelm Wetlesen (1899)

Sigurd a fost înțretinut de Guttorm sau Sådegyrd Bårdsson (Sáðagyrðr Bárðarson) în Trøndelag. Când tatăl său a fost ucis de către pretendentul Sigurd Slembe în 1136, Sigurd a fost făcut rege în Eyrathing. În același timp, frații lui Inge și Magnus au fost făcuți co-guvernatori. Tutorii lor și-au unit forțele împotriva lui Sigurd Slembe și a aliatului său, fostul rege Magnus cel Orb. Luptele împotriva acestor pretendenți au dominat primii ani ai domniei lui Sigurd. În 1139, ei au fost învinși și uciși în Bătălia de la Holmengrå.
După aceasta a urmat o perioadă de pace. În timpul minorității celor trei frați, Sigurd, Inge și Magnus, nobilimea din Norvegia a cooperat pentru a conduce regatul și i-a sfătuit pe regi. În 1142, fratele lor vitreg, Eystein a venit în  Norvegia din Scoția. Paternitatea lui a fost recunoscută, deoarece Harald Gille recunoscuse că avea un fiu peste mări. Eystein a devenit rege și co-guvernator împreună cu cei trei frați. Magnus, ale căror detalii sunt puține, a murit din cauze naturale în 1140.
Pe măsură ce a crescut și vechii consilieri au murit, ostilitatea a început să crească între frați. În 1155, toți trei au stabilit să se întâlnească în Bergen într-un efort de a menține pacea. Inge i-a acuzat pe Sigurs și pe Eystein că planuficau să-l detroneze. Sigurd a negat acuzațiile, dar câteva zile mai târziu, unul dintre gardienii lui Inge a fost ucis de unul dintre gardienii lui Sigurd. La sfatul mamei sale, Ingrid, și a consilierului său principal, Gregorius Dagsson, Inge a ordonat oamenilor săi să ia cu asalt casa unde Sigurd avea reședința. Regele Sigurd a murit pe 6 februarie 1155. El a fost îngropat la catedrala veche din Bergen, în ceea ce este astăzi Cetatea Bergenhus. Această caetdrală a fost demolată și înlocuită cu o catedrală la scurt timp după aceea.

### Inge I al Norvegiei

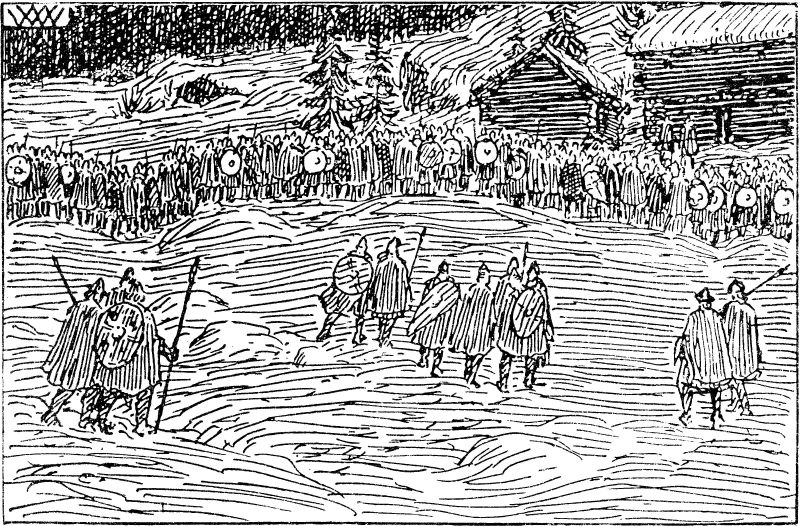
Armata regelui Inge în bătălia de la Oslo în 1161 de Wilhelm Wetlesen

Inge a fost singurul fiu legitim al regelui Harald al IV-lea al Norvegiei, conceput cu soția sa Ingiríðr Ragnvaldsdóttir
Împărțirea regatului nu pare să fi fost teritorială, toți frații deținând statul egal în toate părțile țării. În conformitate cu legendele, relațiile dintre frați au fost pașnice cât timp tutorii lor se aflau în viață. Această perioadă a domniei lor a fost o perioadă de independență norvegiană a Arhiepiscopiei din Nidaros (Trondheim), în 1152. Atunci când tutorii lor au murit, relațiile dintre frați au început să se strice, ducând la izbucnirea unui conflict.
În 1155, a avut loc o întâlnire între Sigurd și Inge la Bergen care a dus la o luptă între oamenii regilor, unde Sigurd a fost ucis. Regele Eystein a fost ultimul care a ajuns la întâlnire și doar s-a apropiat de oraș atunci când a aflat că Sigurd a murit. A fost găsită o soluționare între Inge și Eystein iar motivele de luptă din Bergen ar fi fost faptul că Sigurd și Eystein ar fi încercat să-l detroneze pe Inge. Pacea dintre Inge și Eystein nu a ținut mult după evenimentele din 1155. În 1157, ambele părți și-au adunat forțele pentru o confruntare. Forțele lui Inge le deplaseau numeric pe cele ale lui Eystein, iar când aceștia s-au întâlnit pe coasta de vest lângă Moster, forțele lui Eystein au fost distruse. Eystein a reușit să fugă, însă a fost prins și ucis în Bohuslän mai târziu, în același an.

### Eystein al II-lea al Norvegiei

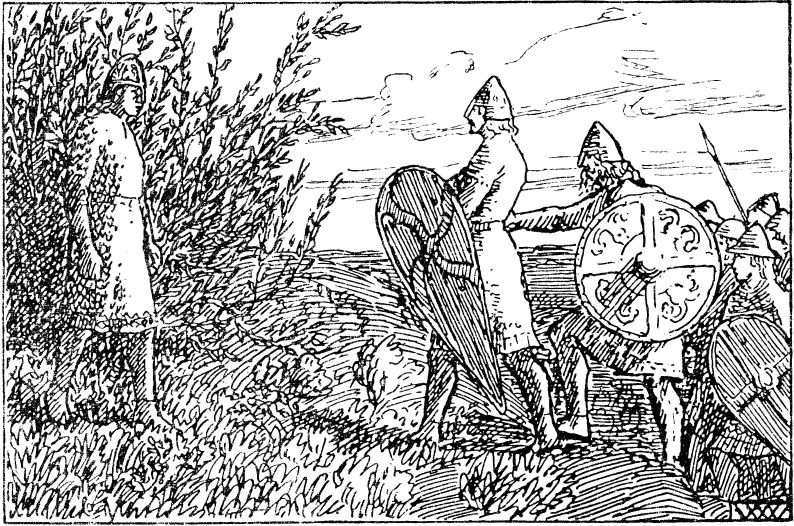
Capturarea regelui Ezstein de Wilhelm Wetlesen

Potrivit legendelor, relațiile dintre frați au fost pașnice atâta timp cât tutorii lor se aflau în viată. Odată cu creșterea lor, tensiunile dintre frați au început să apară. În 1155, o întâlnire între cei doi frați la Bergen a dus la o luptă între oamenii lui Inge și cei ai lui Sigurd, unde Sigurd a fost ucis. Regele Eystein întârziase la întâlnire iar când a aflat că fratele său a fost ucis, acesta s-a apropiat doar de oraș. A fost găsită o soluționare între Inge și Eystein iar motivele de luptă din Bergen ar fi fost faptul că Sigurd și Eystein ar fi încercat să-l detroneze pe Inge. Pacea dintre Inge și Eystein nu a ținut mult după evenimentele din 1155. În 1157, ambele părți și-au adunat forțele pentru o confruntare. Forțele lui Inge le depășeau numeric pe cele ale lui Eystein, iar când aceștia s-au întâlnit pe coasta de vest lângă Moster, forțele lui Eystein au fost distruse. Abandonat de oamenii săi, Eystein a reușit să fugă, însă a fost prins și ucis în Bohuslän mai târziu, în același an. Nu se știe dacă regele Inge a ordonat uciderea lui. Trupul lui Eystein a fost înmormântat în biserica Foss în Tunge Hundred. 

### Magnus Haraldsson al Norvegiei
Magnus s-a născut în 1130, atunci când tatăl său a ajuns în Norvegia. El a fost ridicat de către căpetenia Kyrpinga-Orm la Støle în Sunnhordland. Nu apare nicăriei faptul că acesta a fost rege după moartea tatălui său, împreună cu frații săi vitregi, Sigurd și Inge. Apare în legendele din 1142, atunci când fiul cel mai mare al lui Harald, Eystein, a venit în Norvegia din Scoția pentru a deveni rege, împreună cu Magnus. Într-un poem al lui Einar Skuleson, toți cei patru frați sunt considerați regi în același timp. Spre deosebire de cei trei frați care s-au lăudat cu fapte războinice, Magnus se spune că era genul care făcea pace între oameni. În conformitate cu legendele, Magnus a avut picioare slabe, devenind bolnav și murind la o vârstă fragedă. 

### Haakon al II-lea al Norvegiei
A fiul nelegitim al lui Sigurd al II-lea al Norvegiei. În 1157 el a fost numit moștenitor al unchiului său Eystein al II-lea al Norvegiei, care a fost co-guvernator al Norvegiei împreună cu frații săi Inge și Sigurd. Inge a devenit conducător unic al Norvegiei după moartea lui Eystein și Sigurd.
Foștii susținători ai lui Sigurd și Eystein al II-lea s-au unit în spatele lui Haakon, reînnoind lupta împotriva lui Inge sub conducerea lui Sigurd Håvardsson din Hedmark. Pe 3 februarie 1161, regele Inge a fost învins și ucis  în timp ce își conducea oamenii împotriva lui Haakon al II-lea lângă Oslo, după ce mulți dintre oamenii săi, în frunte cu vasalul său, Godred Olafsson, s-au alăturat de partea lui Haakon.

### Inge al II-lea al Norvegiei
În următorii patru ani ai domniei sale au avut loc lupte intense între birkebeiner și bagler. Regele bagler Erling a murit în 1206, însă bagler au continuat să lupte pentru noul lor rege, Philippus Simonsson. Bagler au controlat zona Viken, cu orașele Tønsberg și Oslo, iar regele Inge a controlat Trøndelag cu Nidaros. La data de 22 aprilie 1206, bagler a atacat Nidaros în timpul unor festivități de nuntă pentru sora lui Inge, Sigrid, iar Inge abia a reușit să scape cu viață după ce a trecut înot râul Nidelva care era aproape înghețat. În anul următor, birkebeinerii au lansat un atac de succes asupra fortaretei bagler din Tønsberg, dar războiul a fost indecisiv. În toamana anului 1207, arhiepiscopul Tore de Nidaros și episcopul Nikolas de Oslo, un proeminent bagler, au început negocierile pentru a soluționa litigiul. Ei au reușit să organizeze o întâlnire între regii Inge, Philippus, și Contele Haakon, la Kvitsøy în Rogaland în toamna anului 1208. Philippus a fost de acord să renunțe la titlul de rege și al sigiliul regal. El a fost lăsat să conducă Norvegia de est în Viken, cu excepția orașului Bohuslän, cu titlul de conte sub regele Inge. Contelui Haakon i s-a dat vestul Norvegiei cu Bergen, în timp ce Inge a fost singurul rege, stăpân peste Philippus și Haakon, fiind conducătorul direct în Trøndelag și Nidaros. Pentru a pecetlui tratatul, Philippus s-a căsătorit cu fiica lui Sverre și verișoara lui Inge, Kristina Sverresdotter.
Tratatul de pace a avut loc pentru tot restul domniei lui Inge. Cu toate acestea, Philippus nu a respectat prevederile sale și a continuat să utilizeze titlul de rege, menținând sigiliul său regal. Relația dintre Inge și Haakon a rămas tensionată. Atunci când a devenit clar că Philippus continua să se numească rege, Haakon a încercat să se declare și el rege, însă Inge a refuzat să accepte acest lucru. În schimb, a fost elaborat un acord prin care un frate care îi supraviețuia celuilalt avea să moștenească terenurile, în timp ce un fiu legitim avea să moștenească totul. Haakon avea un fiu legitim în timp ce Inge avea un fiu nelegitim, Guttorm, cu amanta sa Gyrid. În 1214, Inge  a suprimat o revoltă a fermierilor în Trøndelag; Contele Haakon a fost suspectat că avea legătură cu revolta. Cu toate acestea, conflictul deschis între cei doi nu a izbucnit iar Haakon a murit din cauze naturale în Bergen, după Crăciunul din 1214. Inge a preluat partea sa în regatul său.